# ケネルクラブ
ケネルクラブ（英語：kennel club）とは、各国においてイヌの品種の認定および犬種標準（スタンダード）の指定、ドッグショーの開催、犬の飼育の指導などを行なっている団体である。ケネル（kennel）とは英語で犬の寝る場所、犬小屋のことである。